# Incident de Haiphong
L'incident de Haiphong o massacre de Haiphong es va produir el 23 de novembre de 1946, quan diversos vaixells francesos bombardejaren la ciutat costanera vietnamita de Hai Phong, matant unes 6.000 persones. L'incident es considera el primer enfrontament armat d'una sèrie d'esdeveniments que conduirien a la batalla de Hanoi el 19 de desembre de 1946, i amb aquesta, a l'esclat oficial de la Guerra d'Indoxina.

## Antecedents
Després de la Segona Guerra Mundial, el futur del territori vietnamita va quedar en qüestió. Després d'haver estat sota anys de domini colonial francès i, després, del govern japonès durant la guerra, Vietnam va començar a buscar com aconseguir la independència. Concretament, els japonesos van renunciar a les reivindicacions franceses al territori vietnamita el 9 de març de 1945, declarant oficialment el Vietnam independent de França i sota el control de l'emperador Bảo Đại. Aquest moviment va ser contrarestat per una rebel·lió el 2 de setembre de 1945, quan Ho Chi Minh i el seu exèrcit guerriller van declarar el naixement oficial de la República Democràtica del Vietnam. Ho Chi Minh es va convertir en el líder del Partit Comunista del Vietnam i va exigir una sobirania completa respecte Europa.
Els francesos van menysprear aquestes afirmacions d'autonomia i es van disposar ràpidament a restablir Vietnam com a membre de la Unió Francesa. Tot i això, la colonització completa ja no era una opció a causa de la dinàmica de poders a Occident i el 6 de març de 1946, després de rebre la pressió dels aliats occidentals, Jean Sainteny, el comissari francès d'Indoxina Septentrional es va reunir amb Ho Chi Minh a Hanoi i va signar l'acord Ho-Sainteny. L'acord va donar oficialment la independència al Vietnam com «un estat lliure amb govern, parlament, exèrcit i finances propis, que forma part de la Federació Indoxinesa i la Unió Francesa». A més, el tractat va permetre als francesos tenir una presència militar al Vietnam durant els següents cinc anys.
En el moment de la signatura de l'acord, es considerava que Ho Chi Minh havia donat moltes concessions als francesos. En permetre la presència continuada de l'exèrcit francès, Ho va permetre la continuació del control colonial francès del passat. El diari comunista Les Temps modernes va criticar la signatura de l'acord, titllant-lo de «la rendició lamentable de tots els nostres plans ideològics i polítics [comunistes]». Per part francesa, Thierry d'Argenlieu va il·lustrar l'optimisme francès pel que fa al tractat en un comunicat que va escriure al govern parisenc: «A nivell francès, les forces armades tindran una acollida amable i evitarem qualsevol intent d'obertura d'hostilitats […] Protegirem plenament els interessos econòmics i culturals francesos ara i en el futur». Les preocupacions vietnamites pel que fa a l'acord aviat van veure's confirmades, ja que França va començar a exercir la mateixa autoritat colonial que s'havia denunciat formalment al tractat. França va crear un bloqueig naval virtual de Haiphong amb una forta presència naval al golf de Tonkin. Això va fer que els vietnamites demanessin noves negociacions per mirar de frenar la influència francesa a la regió. Aquestes converses de pau van prendre la forma dels Acords de Fontainebleau, que van tenir lloc al Palau de Fontainebleau i van ser dirigits per Phạm Văn Đồng pels vietnamites i Max André del costat dels francesos, a partir del 6 de juliol de 1946: l'objectiu era avaluar i discutir les condicions de l'acord Ho-Sainteny. A la conferència, els francesos es van negar a revisar de cap manera el tractat original. La direcció vietnamita, dirigida per Ho Chi Minh, va acceptar signar un modus vivendi, que ajirnava les converses a una data posterior. Aquestes converses no es van produir mai a causa de l'esclat d'hostilitats al novembre.

## L’incident

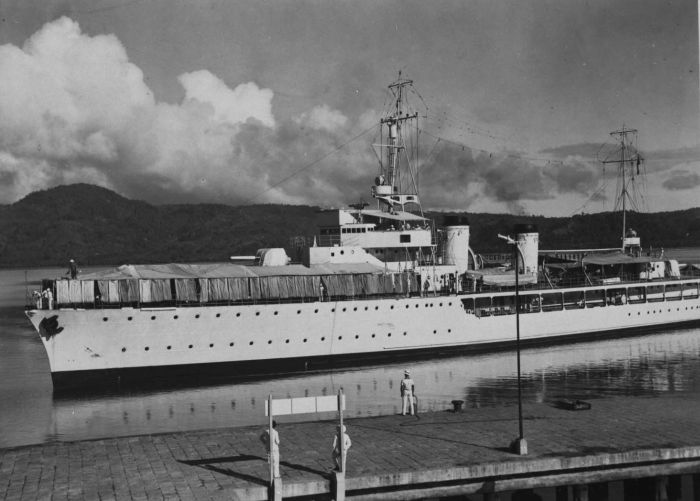
El Dumont d'Urville a les Índies Orientals Neerlandeses, 1930-1936

El matí del 20 de novembre de 1946, un vaixell patrulla francés va capturar un junc xinès que intentava portar contraban cap a Haiphong. Si bé aparentment rutinari, la captura de la nau va ser el començament d'una cadena d'esdeveniments. Soldats vietnamites van reaccionar a la captura disparant sobre el vaixell francès des de la costa. Els enfrontaments armats van esclatar immediatament a terra entre nacionalistes francesos i vietnamites. Els francesos van intentar aturar l'enfrontament i van acordar respectar la sobirania vietnamita sobre Haiphong el 22 de novembre de 1946.
Això, però, només va ser l'inici de l'incident. Quan la notícia va arribar a l'almirall d'Argenlieu a París, va enviar un telegrama a Jean Étienne Valluy, comandant de les forces franceses a Indoxina, ordenant-li que utilitzés la força contra els vietnamites a Haiphong. Al seu torn, Valluy va enviar una ordre al coronel Debès, comandant de les tropes franceses a Haiphong, afirmant: «Sembla clar que estem davant d'unes agressions premeditades amb cura per part de l'exèrcit regular vietnamita. […] Ha arribat el moment de donar una bona lliçó als que us han atacat traïdorament. Utilitzeu tots els mitjans que teniu a la vostra disposició per assumir el control complet de Haiphong» A continuació, Debès va enviar un ultimàtum als vietnamites a Haiphong exigint-ne la retirada de la secció francesa i de les seccions xineses de la ciutat, inclòs el port. En l'ordre, Debès va invocar l'acord francoxinès del 28 de febrer de 1946 com a justificació per exigir l'evacuació vietnamita de parts de la ciutat. Debès va argumentar que el tractat donava drets de protecció a França sobre els xinesos residents al Vietnam i, per tant, els donava la jurisdicció per entaular combat.
Després que els vietnamites no aconseguissin evacuar a temps, els francesos van iniciar un bombardeig de les zones vietnamites de la ciutat, utilitzant tres avisos francesos: els vaixells Chevreuil (dragamines de la classe Chamois), Savorgnan de Brazza i Dumont d'Urville. L'activista comunista Henri Martin va escriure que el creuer Suffren i avions de caça també van participar en l'operació, però és una informació no compartida per totes les fonts. El 28 de novembre de 1946, el coronel Debès havia pres el control complet sobre la ciutat. Tot i que els informes sobre el nombre total de víctimes del bombardeig varien àmpliament des d'un màxim de vint mil fins a menys de cent, avui en dia s'acostuma a donar una xifra de baixes propera als sis mil.

## Conseqüències

### Intent de reconciliació
Immediatament després del bombardeig, el govern francès va buscar la pau. Tota la violència va finalitzar a la tarda del 22 de novembre i sembla que mica en mica la tensió es va alleujar. Malgrat tot, menys de dues setmanes després de l'incident, després de rebre pressió de París per «donar una lliçó als vietnamites», el general Morlière va ordenar una retirada vietnamita completa de la ciutat, exigint a tots els elements militars del Viet Minh que marxessin de Haiphong. A principis de desembre de 1946, Haiphong estava sota una completa ocupació militar francesa.
Les accions agressives amb l'ocupació de Haiphong van deixar clar al Viet Minh que els francesos pretenien mantenir una presència colonial al Vietnam. L'amenaça dels francesos d'establir un estat independent vietnamita al sud i d'emparar-se de la ciutat de Hanoi va esdevenir una de les màximes prioritats que havia de contrarestar el Viet Minh.
El 2 de desembre, com a últim esforç per mantenir bones relacions entre les dues nacions, el comissari francès Sainteny va visitar Hanoi per arribar a un acord de cessament del foc. El resultat fou infructuós, ja que la insistència francesa a mantenir el control militar complet de Haiphong va frenar totes les negociacions. Les eleccions del 16 de desembre que van dur el socialista Léon Blum com a primer ministre de França van oferir esperances a Ho Chi Minh i als vietnamites, ja que els socialistes francesos tenien una política molt més tolerant cap a la independència vietnamita. No obstant això, es va demostrar que era una falsa esperança ja que, quan Blum va assumir el càrrec, la violència entre vietnamites i francesos ja era generalitzada.

### L’inici de la guerra
A mesura que les relacions entre França i Vietnam continuaven empitjorant, Ho Chi Minh va enviar una súplica per a la pau entre les dues nacions el 12 de desembre, afirmant que «Ni França ni el Vietnam no es poden permetre el luxe d'una cruenta guerra». Tot i així, Võ Nguyên Giáp, líder de l'exèrcit vietnamita, estava convençut que la confrontació oberta era inevitable. Giap estava segur que la captura de Haiphong indicava clarament la intenció de França d'atacar i assumir el control de Hanoi. Això va dur Giap a centrar-se a armar les milícies de Hanoi en preparació per a un atac. Els mitjans vietnamites van reflectir les preocupacions del general Giap. En un article del 10 de desembre de 1946, un diari de Hanoi afirmava: «Ha arribat l'hora greu. El Comitè de Hanoi del Front Việt Minh demana que la gent estigui tranquil·la, que s'uneixi i que estigui disposada a aixecar-se quan el govern doni l'ordre [de rebel·lar-se contra els francesos]». El poble vietnamita, al seu torn, va reaccionar davant la crida per a preparar-se, construint barricades als carrers de Hanoi i participant en escaramusses armades contra legionaris francesos.
L'ultimàtum final als vietnamites es va emetre el 19 de desembre, quan el general Morlière va ordenar que la principal milícia del Viet Minh, Tu Ve, abandonés les armes. Aquella nit es va apagar tota l'electricitat a Hanoi i es va deixar la ciutat en plena foscor. Els vietnamites (concretament la milícia Tu Ve) van atacar els francesos des de Hanoi amb metralladores, artilleria i morters. Milers de soldats francesos i civils vietnamites van perdre la vida. L'endemà, els francesos van reaccionar assaltant Hanoi i van obligar el govern vietnamita a refugiar-se fora de la ciutat. El mateix Ho Chi Minh es va veure obligat a fugir de Hanoi cap a una zona muntanyosa remota. La revolta a Hanoi va augmentar la tensió i es por considerar l'inici de la guerra d'Indoxina.